# Marie Lavandier
Marie Lavandier, née le 21 août 1969 à Versailles est une conservatrice française. Après avoir dirigé différents musées, dont le Louvre-Lens, elle est la présidente du Centre des monuments nationaux depuis le 2 mai 2023.

## Biographie
Née en 1969, elle est élève à l'Institut national du patrimoine (alors École nationale du patrimoine) dans la promotion Hubert-Robert (d) (1993-1995). Historienne de l’art et anthropologue de formation universitaire, elle est titulaire d’un DEA en histoire de l’art du XXe siècle, et auteure d’un mémoire sur les polyptyques de Pierre Soulages.
Son parcours, à la tête d’établissements et de services tant nationaux que territoriaux, témoigne d’un intérêt pour des approches du patrimoine transversales et interdisciplinaires, ainsi que d’une volonté d’ouverture et de transparence des institutions culturelles.
Marie Lavandier commence sa carrière en 1995, en tant que conservatrice du musée d'Art et d'Histoire de Dreux à partir de 1995.
De 2000 à 2006, en tant que directrice, Marie Lavandier coordonne la construction, le lancement et l’extension du musée du Président Jacques Chirac, qui présente les cadeaux protocolaires reçus par ce chef de l'État au cours de ses mandats. Elle devient directrice adjointe du patrimoine et des collections au musée du Quai Branly, à Paris, où elle coordonne le récolement décennal et la mise en réserves des collections (300 000 œuvres) et crée une réserve visible et conçue en muséothèque et participe à l'inventaire initial des collections venues principalement du musée de l'Homme et de l'ancien musée des Arts d'Afrique et d'Océanie (MAAO),.
Puis elle est nommée en 2010 au Centre de recherche et de restauration des musées de France (C2RMF), dont elle favorise le rayonnement par l’inscription dans des réseaux et projets de recherche nationaux et internationaux. Avec le musée du Louvre, elle œuvre à l’instauration d’une politique de transparence dans la restauration des chefs-d’œuvre du musée, notamment à l’occasion de la restauration de peintures de Rembrandt et de Léonard de Vinci. En 2014, elle prend ensuite la direction des musées de la ville de Nice, soit 10 établissements labellisés musées de France, dont les MAMAC, musée Matisse, musée des Beaux-Arts Jules Chéret, musées d’archéologie et musée Masséna. On lui doit le pilotage de la saison de treize expositions « Promenade(S) des Anglais » en 2015, sous le commissariat général de Jean-Jacques Aillagon et la rénovation complète du musée Terra Amata.
En 2016, elle devient directrice du Louvre-Lens,,, dont elle fait un succès avec une fréquentation atypique (plus de 70 % de visiteurs de la région, un public souvent familial, avec un quart de familles d'ouvriers et employés),,.
En 2023, elle quitte le Louvre-Lens puis est nommée à la tête du Centre des monuments nationaux, où elle succède à Philippe Bélaval,. Dès ses premiers mois, elle a notamment la charge de la fin des travaux et de l’ouverture de la Cité internationale de la langue française au sein du château de Villers-Cotterêts, inaugurée par le président de la République le 30 octobre 2023. En janvier 2024, elle lance une démarche participative interne et externe à l’établissement pour construire son projet stratégique intitulé « CMN 2030 »,.

## Distinctions
- Chevalier de la Légion d'honneur. Elle a été décorée en 2021[13].
- Chevalier de l'ordre national du Mérite. Elle a été décorée en 2012[14].
- Membre du Haut Conseil des musées de France, depuis 2022[3]
- Présidente du jury du concours des conservateurs du patrimoine, 2021 (Institut national du patrimoine)[3]
- Présidente du Conseil de l'ICCROM (Centre international d'études pour la conservation et la restauration des biens culturels), de 2013 à 2017, et membre du conseil, de 2011 à 2019[3].